# Derek Otte
Derek Otte (Rotterdam, 1988) is een Nederlandse dichter, spokenwordartiest, voordrachtskunstenaar, schrijver en theatermaker.
Zijn eigen werk bestaat uit het schrijven van versjes, verhalen, dichtbundels en optredens met voordrachten en spoken word. Daarnaast geeft hij lezingen en workshops die met taal te maken hebben.
In 2017 en 2018 was Otte de stadsdichter van Rotterdam.

## Leven en schrijven
Otte werd in 1988 geboren in Rotterdam. In 2010 begon hij na twee mislukte studies met het voordragen van teksten die hij jarenlang voor zich had gehouden. Al gauw won hij een wedstrijd van podium/radioprogramma SPOKEN en hierna kwamen er meer verzoeken om op te treden. Sinds 2012 bekwaamt Otte zich in wrap ups: het ter plekke meeschrijven met evenementen om die vervolgens rijmend af te sluiten.

## Ambassadeur
Otte is ambassadeur van Stichting Lezen en Schrijven en van Familiehuis Daniel den Hoed.

## Dichtbundels
Otte heeft vier dichtbundels uitgebracht. Regelgeving in 2015, TOFLOF in 2017, Woorden zijn daden in 2018, Miose in 2020 en Aan de rand van dromenland in 2023, allen uitgegeven bij Uitgeverij Rorschach.